# Agence régionale de développement économique
Pour les articles homonymes, voir ARD (homonymie).
Une agence régionale de développement économique (ARDE) est une institution publique, rattachée à une région ou à un État, et dont le rôle est de piloter des projets de développement économique. Ces agences coordonnent un réseau d'acteurs économiques et appliquent la politique de l’État et (ou) de la région sur le territoire. Connaissant un fort essor dans les pays développés à partir des années 1970, les plus importantes d'entre elles sont aujourd'hui d'envergure internationale.

## Concept
L'agence régionale de développement économique d'un territoire met en place un plan stratégique de développement. Elle sélectionne des projets d'investissement locaux, nationaux ou étrangers, et procède à une ingénierie financière et immobilière afin de convaincre les investisseurs de s'installer dans la région et d'y investir. Elle accompagne les entreprises dans leur développement en vue de l'amélioration des résultats économiques de la région dans le cadre d'opérations d'intérêt régional.
Elles jouent un rôle dans la compétitivité territoriale et nationale via l'amélioration de l'offre territoriale et l'accompagnement des territoires en mutation économique. En attirant des investissements nationaux ou étrangers, elles permettent de créer ou sauvegarder des emplois. Elles travaillent à ce titre avec les chambres de commerce et d'industrie. 
Les agences régionales de développement économique exercent également des missions liées à l'intelligence économique et au lobbying. Elles utilisent des outils de mapping des opportunités et des risques afin d'attirer des contrats d'investissement. Certaines d'entre elles, notamment les ARDE françaises, ont une mission de relocalisation d'industries.

## Exemples

### Au Canada
Le Canada fait partie des premiers pays à créer des agences régionales de développement économique et à la déployer sur tout son territoire. Elles permettent de répondre à des problèmes relatifs au manque d'investissement dans certains territoires reculés.

### Aux États-Unis
Les États-Unis créent des agences régionales de développement économique dans les années 1980. Certaines d'entre elles, comme la Tennessee Valley Authority, sont gérées et financées par l’État fédéral.

### En France
On compte 8 ARDE en France.[réf. nécessaire] Chacune possède ses propres missions définies par leurs collectivités de rattachement. Elles travaillent en coopération avec Business France et les services économiques régionaux des ambassades françaises, qui sont gérés par la Direction générale du Trésor.    
Les ARDE se caractérisent par des modalités de gouvernance similaires. Elles ont vocation à mettre en œuvre les schémas régionaux de développement économique, d'innovation et d'internationalisation.   
L'ARDE d'Île-de-France est créée en 2001. Chaque agence régionale de développement économique dispose d'un surnom relatif à sa région. Celle de la région Occitanie a ainsi été nommée Ad'Occ, celle de la région Sud, risingSUD et celle de la région Hauts-de-France, Nord France Invest.  
Ces ARDE ont pour mission, à partir de 2020, de coordonner des opérations de relocalisation,. Les ARDE peuvent travailler sur des domaines scientifiques en coopération avec des centres de recherche comme l'Institut Pasteur et le CNRS.

### Au Royaume-Uni
Neuf ARD sont créées en 1998. Elles contribuent à orienter l'investissement dans les régions britanniques. Elles sont supprimées en 2012 dans un but d'économie, afin de réduire le déficit budgétaire,. Elles sont remplacées par de simples accords de partenariat entre les collectivités territoriales et des entreprises.

### En Turquie
Des ARDE sont créées en 2006. Elles ont originellement pour vocation d'harmoniser les territoires par rapport aux politiques européennes de développement régional, à une époque où la Turquie souhaite devenir un pays de l'Union européenne.